# شکسپیر و هتوی: کارآگاه‌های خصوصی
شکسپیر و هَـتوِی: کارآگاه‌های خصوصی (انگلیسی: Shakespeare & Hathaway: Private Investigators) یک مجموعهٔ تلویزیونی درام بریتانیایی است که در سال ۲۰۱۸ منتشر شد.

## بازیگران

### اصلی
- جو جوینر
- مارک بنتون
- روبرتا تیلر

### بازیگران میهمان
- نایجل ویتمی
- تیموتی وست
- سیمون ویلیامز
- فیلیپ جکسون
- ویکی پپرداین